# 伊号第百六十五潜水艦
伊号第百六十五潜水艦（いごうだいひゃくろくじゅうごせんすいかん）は、日本海軍の潜水艦。伊百六十五型潜水艦（海大V型）の1番艦。竣工時の艦名は伊号第六十五潜水艦。

## 艦歴
- 1929年（昭和4年）12月19日 - 呉海軍工廠で起工。
- 1931年（昭和6年）6月2日 - 進水
- 1932年（昭和7年）12月1日 - 竣工。佐世保鎮守府籍となり第30潜水隊に編入[1][2]。
- 1934年（昭和9年）11月15日 - 予備艦となる[2]。
- 1938年（昭和13年）
  - 3月19日 - 予備艦となる[2]。
  - 6月1日 - 艦型名を伊六十五型に改正[3]。
- 1939年（昭和14年）7月5日 - 佐世保で第三予備艦となる[2]。
- 1941年（昭和16年）12月5日 - 第5潜水戦隊第30潜水隊に属し、三亜を出航。マレー作戦に参戦[1]。
  - 12月9日 - 二隻の英戦艦北上を発見報告[1]。
  - 12月27日 - カムラン湾に到着[1]。
- 1942年（昭和17年）1月5日 - カムラン湾を出航し、ジャワ海方面で活動[1]。
  - 1月9日 - 南緯04度50分 東経112度50分 / 南緯4.833度 東経112.833度のジャワ海でマドゥラ島スメネプからチェリボンへ航行中の蘭貨物船ベンコーレン（Benkoelen、1,003トン）を砲雷撃により撃沈[4]。
  - 1月15日0217 - 南緯00度12分 東経97度00分 / 南緯0.200度 東経97.000度のムンタワイ諸島西方沖合のインド洋で、シンガポールからカルカッタへ航行中の印貨物船ジャララジャン（Jalarajan、5,102トン）を雷撃により撃沈[4]。
  - 1月20日 - ペナン着[1]。
  - 2月5日 - ペナンを出航し、セイロン島方面で活動[1]。
  - 2月9日 - 北緯06度13分 東経82度25分 / 北緯6.217度 東経82.417度のセイロン島南東45浬地点付近で、船団に加わってコロンボからトリンコマリーへ航行中の英貨物船ラオメドン（Laomedon、6,693トン）を雷撃により撃破[4]。
  - 2月15日1850 - 北緯09度04分 東経75度58分 / 北緯9.067度 東経75.967度のコーチン西方40浬地点付近で、アキャブからコーチンへ航行中の英貨物船ゴハン・ジャストセン（Johanne Justesen、4,681トン）を雷撃により撃沈[4]。
  - 2月20日 - 北緯07度47分 東経73度31分 / 北緯7.783度 東経73.517度のインド西方沖で英貨物船ブヒマ（Bhima、5,280トン）を雷撃により撃沈[4]。
  - 3月15日 - ペナン出航[1]。
  - 3月28日 - 佐世保入港[1]。
  - 5月14日 - 呉出航[1]。
  - 5月20日 - 伊号第百六十五潜水艦に改名。
  - 5月26日 - ミッドウェー海戦に参加[1]。
  - 6月26日 - 佐世保入港[1]。
  - 7月10日 - 第30潜水隊は南西方面艦隊に編入[1]。
  - 7月22日 - 佐世保出航[1]。
  - 8月11日 - ペナンを出航し、インド洋交通破壊戦に参加[1]。
  - 8月25日 - 北緯01度42分 東経77度27分 / 北緯1.700度 東経77.450度のモルディブ諸島東方沖合で、カルカッタからトリンコマリー、ロレンソ・マルケス経由でアメリカへ航行中の英貨物船ハーモナイデス（Harmonides、5,237トン）を雷撃により撃沈[4]。
  - 9月24日 - 北緯08度06分 東経74度23分 / 北緯8.100度 東経74.383度の地点で、ポートサイドからコロンボへ航行中の米貨物船ロスマー（Losmar、5,549トン）を雷撃により撃沈[4]。
- 1943年（昭和18年）3月5日 - 佐世保入港。訓練と整備を実施[1]。
  - 8月26日 - 呉を出航[1]。
  - 10月24日 - ペナンを出航し、インド洋方面で活動[1]。
- 1944年（昭和19年）
  - 1月16日
    - 1145 - 北緯12度00分 東経80度14分 / 北緯12.000度 東経80.233度のベンガル湾で、政治的製品2,800トン、軍需品500トンを積んでリヴァプールからトリンコマリー経由でカルカッタへ航行中の英貨客船ペルセウス（Perseus、10,286トン）を発見し、雷撃。魚雷1本がペルセウスの左舷9番船倉付近に命中し、同船は船尾から沈み始める。
    - 1205 - 3番発射管から魚雷1本をペルセウスへ向けて発射。これにより同船は沈没[4]。

  - 3月18日 - 北緯02度14分 東経78度25分 / 北緯2.233度 東経78.417度のコロンボ南西沖合で、石炭を積んでダーバンからコロンボへ航行中の英貨物船船ナンシー・モラー（Nancy Moller、3,916トン）を雷撃。左舷に魚雷2本が命中したナンシー・モラーは急速に沈没[4]。
  - 3月25日 - 第8潜水戦隊に編入[1]。
  - 5月25日 - スラバヤを出航しオーストラリア北西方面で活動[1]。
  - 7月24日 - スラバヤを出航しビアク島への輸送作戦に従事するも中止[1]。
  - 9月15日 - スラバヤを出航し、シンガポールを経て香港で修理後、10月17日、佐世保入港[1]。
  - 12月15日 - 呉潜水戦隊第19潜水隊に編入。練習潜水艦となる[1][4]。
- 1945年（昭和20年）4月1日 - 第6艦隊第34潜水隊に編入[1]。
  - 6月15日 - 光基地を回天2基を搭載して出航。轟隊としてマリアナ東方海面で活動[1][2]。
  - 6月27日 - サイパン島の東方（北緯15度28分 東経153度39分 / 北緯15.467度 東経153.650度）において米哨戒爆撃機の攻撃を受け戦没。大野艦長以下106名全員が戦死[1][2][4]。
  - 7月29日 - マリアナ方面で亡失と認定[5]。

撃沈総数8隻、計41,054トン。撃沈隻数では帝国海軍潜水艦の中では伊20と並んで第5位を誇る(撃沈トン数の5位は47,942トンを撃沈した伊37)。撃破総数1隻、撃破トン数6,693トン。

## 歴代艦長
※『艦長たちの軍艦史』430-431頁による。

### 艤装員長
- 佐々木半九 少佐：1931年12月1日 - 1932年4月5日

### 艦長
- 佐々木半九 少佐：1932年4月5日 - 1934年11月15日
- （兼）松尾義保 少佐：1934年11月15日[6] - 1935年7月3日[7]
- 浜野元一 少佐：1935年7月3日[7] -
- 畑中純彦 少佐：不詳 - 1936年11月25日[8]
- 内野信二 少佐：1936年11月25日 - 1937年12月1日[9]
- 伊豆寿市 少佐：1937年12月1日 - 1938年3月19日[10]
- 河野昌通 大尉：1938年3月19日[10] - 1938年6月10日[11]
- （兼）横田稔 少佐：1938年6月10日[11] - 1938年7月4日[12]
- 横田稔 少佐：1938年7月4日 - 1938年7月30日[13]
- 山田薫 少佐：1938年7月30日 - 1938年11月15日[14]
- （兼）戸上一郎 少佐：1938年11月15日[14] - 1938年12月15日[15]
- 村岡富一 少佐：1938年12月15日 - 1939年3月20日[16]
- （兼）河野昌道 少佐：1939年3月20日[16] - 1939年3月28日[17]
- 河野昌通 少佐：1939年3月28日 - 1939年7月5日[18]
- （兼）田岡清 大尉：1939年7月5日[18] - 1939年7月27日[19]
- 戸上一郎 少佐：1939年7月27日[19] - 1941年8月20日[20]
- 原田毫衛 少佐：1941年8月20日 -
- 鳥巣建之助 少佐：1942年6月30日 -
- 清水鶴造 少佐：1943年5月25日 -
- 大野保四 少佐：1944年10月10日 - 1945年6月27日戦死